# Мочалов, Владимир Николаевич
Владимир Николаевич Моча́лов (1921—1971) — Гвардии полковник Советской Армии, участник Великой Отечественной войны, Герой Советского Союза (1945).

## Биография
Владимир Мочалов родился 23 января 1921 года в Арзамасе (ныне — Нижегородская область). С 1930 года проживал в Нижнем Новгороде, где окончил семь классов школы и школу фабрично-заводского ученичества, работал токарем. Занимался в аэроклубе. Весной 1940 года Мочалов был призван на службу в РККА. В 1941 году он окончил Энгельсскую военную авиационную школу пилотов. С августа 1942 года — на фронтах Великой Отечественной войны. Член ВКП(б) с 1944 года.
К сентябрю 1944 года гвардии капитан Владимир Мочалов командовал эскадрильей 78-го гвардейского штурмового авиаполка (2-й гвардейской штурмовой авиадивизии, 16-й воздушной армии, 1-го Белорусского фронта). К тому времени он совершил 135 боевых вылетов на штурмовку скоплений боевой техники и живой силы противника, его важных объектов, нанеся ему большие потери.
После окончания войны Мочалов продолжил службу в Советской Армии. В 1954 году он окончил Военно-воздушную академию, в 1961 году — Военную академию Генерального штаба. В 1967 году в звании полковника Мочалов был уволен в запас. Проживал сначала в Тарту, затем в Воронеже. Активно занимался общественной деятельностью. 17 июля 1971 года погиб по пути в санаторий Марфино в Московской области. Похоронен на Коминтерновском кладбище Воронежа.

## Награды
- Герой Советского Союза (23 февраля 1945 года) — за «образцовое выполнение заданий командования и проявленные мужество и героизм в боях с немецкими захватчиками» с вручением ордена Ленина и медали «Золотая Звезда» за номером 5807[1].
- два ордена Красного Знамени
- орден Богдана Хмельницкого III степени
- орден Александра Невского
- орден Отечественной войны II степени
- два ордена Красной Звезды
- медали[1].

В честь Мочалова названа улица в Нижнем Новгороде.